# Weverse
Weverse (위버스?) è un social network coreano creato dalla società di intrattenimento sudcoreana Hybe Corporation.

## Descrizione
L'app è specializzata nell'hosting di contenuti multimediali e comunicazioni tra artisti e fan per i musicisti. La sua app di e-commerce, Weverse Shop (precedentemente nota come Weply), vende abbonamenti per contenuti su Weverse, prodotti relativi agli artisti e merchandising.
Weverse ospita una varietà di contenuti gratuiti tra cui video educativi e di intrattenimento, aggiornamenti in stile Instagram Story e piattaforme tra artisti e fan per consentire agli utenti di connettersi tra loro. L'app viene anche utilizzata per pubblicare dichiarazioni ufficiali della Hybe (ex Big Hit Entertainment) per conto di artisti nelle sue etichette.
Il software è stato sviluppato dalla consociata tecnologica dell'Hybe Weverse Company (precedentemente beNX). A marzo 2020, Weverse aveva 1,4 milioni di utenti giornalieri e Weverse Shop oltre 1,8 milioni di utenti provenienti da 200 paesi.

## Sviluppo
L'app è stata sviluppata da Weverse Company (ex beNX), una società tecnologica sussidiaria della Hybe Corporation (ex Big Hit Entertainment) specializzata in piattaforme digitali e servizio clienti. Secondo il presidente della Weverse Company, Seo Wooseok, l'app è stata sviluppata per offrire una piattaforma per gli artisti K-pop per interagire con i fan «a un livello più profondo» rispetto a quello offerto da YouTube o Twitter, che enfatizzano la consegna dei contenuti rispetto alla comunicazione. Il co-CEO della Hybe, Lenzo Yoon, ha definito l'app un «servizio unico all'interno dell'industria musicale».
Secondo Jenny Zha, CEO della società di consulenza sui media digitali Infinitize, i «leader di mercato come i BTS» del K-pop, che hanno accumulato un seguito significativo di fan, non devono più concentrarsi sull'essere scoperti, ma piuttosto sulla monetizzazione e sulla proprietà dei loro contenuti. Zha, in un'intervista con Billboard, ha spiegato che «le etichette vogliono [...] creare una risorsa che possono possedere e mobilitare per altri artisti e iniziative perché sanno che i fan seguiranno dove si trova il contenuto. Crea più sicurezza per l'etichetta a lungo termine».
Hybe ha lanciato la piattaforma di e-commerce Weply nel giugno 2019. In seguito è diventata l'app Weverse Shop.
La notizia dello sviluppo dell'app è stata annunciata per la prima volta nell'ottobre 2019 attraverso un annuncio pubblicitario mostrato all'inizio del tour di tre giorni del BTS World Tour: Love Yourself Speak Yourself dei BTS a Seul, Corea del Sud. La pubblicità è stata trasmessa simultaneamente a 130 000 spettatori, così come agli spettatori che guardavano in streaming live e nei cinema.
Il 27 gennaio 2021, Naver Corporation ha annunciato il trasferimento del proprio servizio V-Live a Weverse Company e la sua integrazione con la piattaforma Weverse.

## Contenuti

### BTS
I BTS si sono uniti all'app il 1º luglio 2019.
I BTS hanno annunciato durante il finale del loro tour Love Yourself: Speak Yourself a Seul che la quarta stagione del loro reality show annuale, BTS Bon Voyage, avrebbe lasciato il servizio di streaming V Live, che ha ospitato le sue prime tre stagioni, per la nuova piattaforma, ovvero Weverse. La quarta stagione di Bon Voyage è disponibile tramite acquisto diretto sull'app Weverse Shop o con l'acquisto di un abbonamento annuale al fan club globale dei BTS. beNX ha riportato che le vendite della quarta stagione della verità hanno superato quelle della terza stagione disponibile in abbonamento su V Live+.
Nell'agosto 2019, i BTS hanno lanciato una mini serie di documentari di sei episodi per l'acquisto su Weverse intitolata Bring the Soul: Docu-Series, che si espande sul film documentario del gruppo del 2019 Bring the Soul: The Movie. Il primo episodio è andato in onda su Weverse il 27 agosto e si è concluso il 1º ottobre.
Il 22 marzo 2020, la Hybe Corporation ha annunciato il lancio di una serie di video intitolata Learn Korean With BTS sull'app Weverse. Il progetto è stato menzionato per la prima volta a febbraio durante un comunicato stampa trasmesso in live streaming da Big Hit Labels su YouTube, in cui Bang Si-hyuk ha spiegato che il progetto intendeva «rendere le cose facili e divertenti per i fan di tutto il mondo che hanno difficoltà a godersi la musica dei BTS e contenuti a causa della barriera linguistica.» L'idea del progetto è emersa in reazione ai fan che chiedevano i sottotitoli in inglese per i video del gruppo. La serie consiste in trentatre minuti di lezioni sulle espressioni e la grammatica coreane utilizzando filmati di contenuti BTS esistenti su YouTube e VLive, come Run BTS e Bangtan Bombs. I video sono stati sviluppati in collaborazione con esperti della Korean Language Content Institute e Hankuk University of Foreign Studies. La Hybe Corporation ha dichiarato la sua intenzione di sviluppare programmi più educativi con altri artisti sulle sue etichette. I primi tre episodi sono stati resi pubblici il 24 marzo, con successivi video pubblicati settimanalmente il lunedì, che in seguito ha portato alla creazione del programma educativo di Hybe divisione, Hybe EDU. 
Il 28 febbraio 2021, la Big Hit Music ha utilizzato Weverse per rilasciare una dichiarazione ufficiale in merito alla cancellazione delle prime quattro tappe del prossimo tour mondiale dei BTS, Map of the Soul Tour, alla luce della pandemia di COVID-19 in Corea del Sud.

### GFriend
Le GFriend si sono unite a Weverse il 1º agosto 2019. Il 1º luglio 2021, in seguito alla fine del contratto delle GFriend con la Source Music il 22 maggio, sono state apportate diverse modifiche all'account del gruppo, come la creazione di nuovi post e la modifica dei profili. Tuttavia, sono ancora disponibili altre funzionalità.